# Concepción (Bolivia)
Concepción è un comune (municipio in spagnolo) della Bolivia nella provincia di Ñuflo de Chávez (dipartimento di Santa Cruz) con 29.840 abitanti (dato 2010). 
La città è conosciuta come parte delle Missioni gesuite del Chiquitos, che è dichiarato nel 1990 Patrimonio dell'umanità.

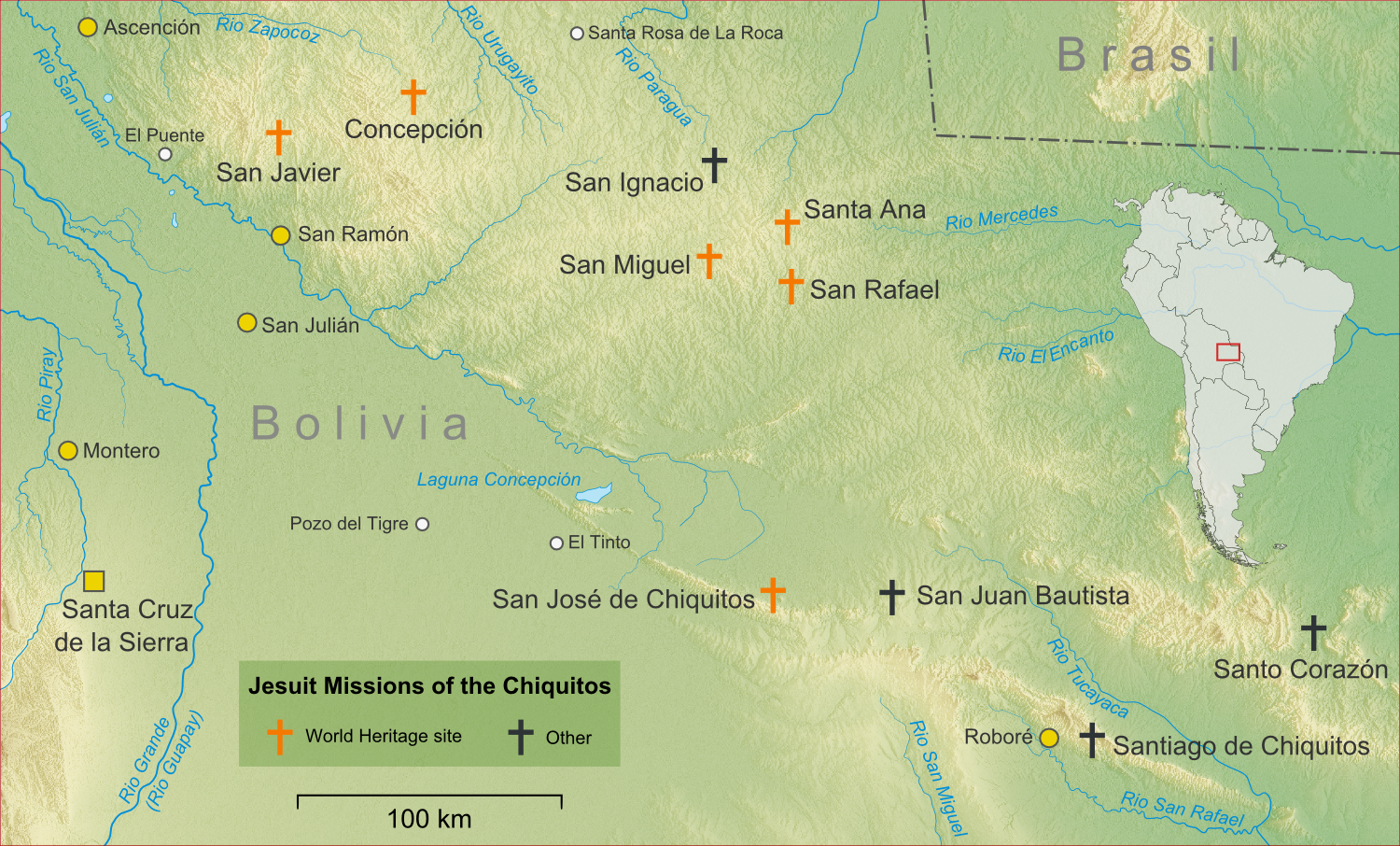
Posizione del missioni dei gesuite del Chiquitos con i confini nazionali di oggi

.

## Cantoni
Il comune è suddiviso in 2 cantoni:
- Concepción
- San Pedro